# ایرما پی. هال
ایرما هال (زاده: ۳ ژوئن ۱۹۳۵) بازیگر آمریکایی است. وی از آغاز دهه ۱۹۷۰ در فیلم‌های زیادی ظاهر شده است که شاخص‌ترین آنها، فیلم‌های قاتلین پیرزن، زندگی در حال نابودی، ماشین جین منسفیلد و فصل طوفان است او در کنار تام هنکس نیز نقش‌آفرینی کرده است.
ایرما هال متولد شهر بومانت، تگزاس است.

## پیوند
- ایرما پی. هال در بانک اطلاعات اینترنتی فیلم‌ها